# CORDIS
CORDIS. Науково-дослідне співтовариство та обслуговування інформаційного розвитку для підтримки європейських досліджень та інноваційного співробітництва. Консультаційні послуги з проведення досліджень. 

## Основними цілями є
- сприяння участі в діяльності європейських досліджень, зокрема (Рамкові програми з наукових досліджень та технологічного розвитку);
- опублікувати результати проектів, що фінансуються ЄС;
- сприяння поширенню знань в цілях зміцнення інноваційного потенціалу підприємств.

## Послуги і діяльність
CORDIS пропонує доступ до широкого спектра інформації та послуг в ЄС. Європейська технологічна платформа.
Щоденні новини, події, можливості фінансування, щоб знайти партнерів з наукових досліджень і підтримувати.
Багато тематичні послуги, бібліотеки документів, CORDIS доступний шістьма мовами (англійська, французька, німецька, італійська, іспанська та польська), хоча велика частина наукового змісту тільки на англійській мові. 
CORDIS була створена в 1990 р.

## Офіційний сайт
CORDIS [Архівовано 1 березня 2011 у Wayback Machine.]
- CORDIS [Архівовано 3 червня 2013 у Wayback Machine.]
- Need local support? [Архівовано 30 вересня 2012 у Wayback Machine.]
- Looking for a partner? [Архівовано 13 вересня 2012 у Wayback Machine.]
- National R&D information service [Архівовано 10 вересня 2012 у Wayback Machine.]
- RSS feed [Архівовано 29 червня 2009 у Wayback Machine.]
- Promote your activities CORDIS Wire [Архівовано 22 грудня 2009 у Wayback Machine.]